# Опаленица (гмина)
Опаленица (пол. Opalenica) — гмина (волость) в Польше, входит как административная единица в Новотомыский повет, Великопольское воеводство. Население — 15 602 человека (на 2004 год).

## Сельские округа
1. Даковы-Мокре
2. Ястшембники
3. Копанки
4. Козлово
5. Лагвы
6. Ленчице
7. Неголево
8. Поражын
9. Поражын-Двожец
10. Рудники
11. Селинко
12. Тереспотоцке
13. Трощын
14. Урбаново
15. Усченцице
16. Войновице

## Соседние гмины
1. Гмина Бук
2. Гмина Душники
3. Гмина Граново
4. Гмина Гродзиск-Велькопольски
5. Гмина Куслин
6. Гмина Новы-Томысль